# 가려진 시간
"가려진 시간"은 2016년에 개봉한 대한민국의 영화이다.

## 줄거리
엄마와 사별한 뒤 새아빠 도균과 화노도로 이사를 온 수린. 하지만 도균은 딸아이에게 무관심했고 수린 역시 엄마의 부재와 새아빠와 둘이사는 생활로 큰 스트레스를 받고있었다. 전학간 학교에서도 '이상한 아이'라고 소문나서 친구 하나 없는 외톨이 신세. 그러다 같은학년 남학생 여성민과 친해지고 나서는 상황이 급변했고 나중에는 성민과 성민의 두 친구 재욱, 태식과 넷이서 공사장 터널이 폭발하는걸 보려고 어른들 몰래 출입금지 구역으로 들어갔다. 
그러다 정체모를 동굴을 발견했고 동굴속 연못에는 정체모를 알이 있었다. 호기심에 알을 가져나온 아이들. 그때 수린이 엄마의 머리핀을 흘리는 바람에 다시 동굴안으로 되돌아갔는데 그 사이, 터널은 폭발했다. 수린은 허둥지둥 동굴을 빠져나왔지만 문제의 알은 깨져있었고 동굴밖에 있어야 할 세 아이들은 감쪽같이 사라지고 없었다. 
수린은 밤늦은 시간까지 아이들을 찾아 헤멨지만 아이들은 어디에도 없었다. 다음날, 아이들의 실종으로 동네는 뒤집혔고 쓰러져 있던 수린이 발견됐다. 이후 수린의 기억을 토대로 동굴을 찾고있던 그때 놀이터 모래바닥에 재욱이 죽은채로 파묻혀 있었다. 재욱의 죽음으로 화노도 사건은 세상에 알려지게 됐고 수린은 홀로 실종된 장소에 왔다가 자길 성민이라고 주장하는 낯선 청년을 만났다.

## 캐스팅

### 주연
- 강동원 : 여성민 역
- 신은수 : 오수린 역
- 이효제 : 어린 여성민 역(아역)

### 조연
- 김희원 : 도균 역
- 권해효 : 백기 역
- 김단율 : 어린 태식 역
- 정우진 : 재욱 역
- 엄태구 : 태식 역
- 박종환 : 진성 역

### 단역
- 박진우 : 태식 아빠 역
- 박성연 : 태식 엄마 역
- 김준배 : 재욱 아빠 역
- 김정영 : 재욱 엄마 역
- 김학선 : 박 과장 역
- 서주희 : 보육원 원장 역
- 안지호 : 상철 역
- 정남 : 형사 1 역
- 김현창 : 형사 2 역
- 한승우 : 형사 3 역
- 변진수 : 형사 4 역
- 안상우 : 상철 부 역
- 권방현 : 담임 선생님 역
- 김용겸 : 컴퓨터실 선생님 역
- 김경식 : 학생주임 역
- 김비비 : 여의사 역
- 유성주 : 터널 순경 역
- 정영기 : 터널 인부 역
- 이자령 : 마을주민 1 역
- 이상옥 : 마을주민 2 역
- 이동희 : 마을이장 역
- 김희상 : 구급대원 1 역
- 홍은택 : 구급대원 2 역
- 이영상 : 구급대원 3 역
- 박호철 : 구급대원 4 역
- 정은경 : 해녀 역
- 조윤정 : 보육원 직원 역
- 박채익 : 택시기사 역
- 윤금선아 : 매표소 직원 역
- 오희준 : 수색경찰 역
- 여승재 : 검문경찰 1 역
- 백승진 : 검문경찰 2 역
- 박시우 : 동수 역
- 최은선 : 기자 1 역
- 김우석 : 기자 2 역
- 김완수 : 기자 3 역
- 김소일 : 태식 형 역
- 강덕중 : 취조형사 1 역
- 신훈희 : 취조형사 2 역
- 류두현 : 취조형사 3 역
- 김연희 : 다방처녀 역
- 유영선 : 목욕탕 주인 역
- 김우진 : 뉴스 앵커 역
- 김하늘 : 뉴스 앵커 역
- 윤세웅 : 시사 진행자 역
- 주유랑 : 패널 1 역
- 천창욱 : 패널 2 역
- 이우신 : 패널 3 역
- 김동현 : 패널 4 역
- 이금애 : 미용실손님 역
- 배영한 : 상철부친구 역
- 권태진 : 재욱삼촌 역
- 박지후 : 수린닮은아이 역
- 이지완 : 담배연기남 역
- 고민우 : 햄버거남 역
- 옥재섭 : 태식할아버지 역
- 최원정 : 수린엄마 역

### 특별출연
- 문소리 : 민경희 박사 역

## 수상 경력
- 2017년 제35회 브뤼셀 판타스틱 영화제 특별언급상
- 2017년 제54회 대종상 영화제 신인감독상 - 엄태화
- 2017년 제54회 대종상 영화제 음악상 - 달파란
- 2017년 제6회 마리끌레르 영화제 특별상
- 2017년 제12회 파리한국영화제 관객상